# Markovac
Markovac es una localidad de Croacia en la ciudad de Daruvar, condado de Bjelovar-Bilogora.

## Geografía
Se encuentra a una altitud de 298 m s. n. m. a 135 km de la capital nacional, Zagreb.

## Demografía
En el censo 2021, el total de población de la localidad fue de 71 habitantes.
| Gráfica de población de Markovac 1857-2021                          |
|                                                                     |
| Según los censos de población de la oficina estadística de Croacia. |